# Gefleckte Meersau
Die Gefleckte Meersau (Oxynotus centrina) ist eine Haiart aus der Gattung der Schweinshaie (Oxynotus). Das Verbreitungsgebiet dieser Art liegt im Ost-Atlantik und reicht von der Westküste der Britischen Inseln über die Biscaya und die Küste der Iberischen Halbinsel bis an die Küste Senegals. Außerdem wird sie im Mittelmeer und selten auch in der nördlichen Nordsee und im Skagerrak angetroffen. Compagno et al. geben eine Verbreitung auch südlich des Äquators bis zur Kap-Halbinsel in Südafrika an, doch zeigen die dortigen Schweinshaie einen deutlich größeren Abstand zwischen den Rückenflossen als die nördlich des Äquators gefangenen Tiere.

## Aussehen und Merkmale
Die Gefleckte Meersau ist ein ungewöhnlich aussehender Hai mit einem relativ hochrückigen Körper und einer borstig strukturierten Haut. Er erreicht eine Maximallänge von 120 bis 150 Zentimetern, bleibt aber für gewöhnlich bei einer Länge von 55 Zentimetern. Die Fische zeigen ein grobes, graues bis graubraunes Fleckenmuster. Eine Afterflosse fehlt, den beiden Rückenflossen gehen die ordnungstypischen Stacheln voraus. Die erste Rückenflosse steht knapp hinter den Brustflossen, die zweite über den Bauchflossen. Der Stachel der ersten Rückenflosse ist schräg nach vorn gerichtet und schneidet die Flosse diagonal. Wie alle Arten der Familie besitzen die Tiere fünf Kiemenspalten und ein Spritzloch hinter dem Auge.

## Lebensweise
Die Gefleckte Meersau lebt bodennah auf dem äußeren Kontinentalschelf und über den Kontinentalabhängen in Tiefen von 60 bis 660 Metern, im östlichen Ionischen Meer wurde sie in einer Tiefe von 777 Metern nachgewiesen. Sie ernährt sich vor allem von Vielborstern und Spritzwürmern, daneben auch von Knochenfischen, Krebstieren und Stachelhäutern. Über ihre Lebensweise liegen nur wenig Daten vor. Sie ist wie andere Arten der Ordnung lebendgebärend (ovovivipar) und bekommt pro Wurf sieben bis acht Junge, die bei der Geburt 25 cm lang sind.

## Gefährdung
Die IUCN wertete Oxynotus centrina in ihrer Roten Liste ab 2007 als gefährdet („vulnerbale“) und erhöhte die Gefährdungsstudie 2020 auf stark gefährdet („endangered“). Die Art ist Beifang bei der Tiefseefischerei.

## Belege
1. ↑  Oxynotus centrina in der Roten Liste gefährdeter Arten der IUCN 2024.1. Eingestellt von: Finucci, B., Chartrain, E., De Bruyne, G., Derrick, D., Ducrocq, M., Williams, A.B. & VanderWright, W.J., 2020. Abgerufen am 14. Oktober 2024.